# Franziska Wulf
Franziska Wulf   (Schwedt, 1984) és una actriu alemanya de cinema, teatre i televisió. L'any 2023 va guanyar el Deutscher Schauspielpreis en la categoria Starker Auftritt per la pel·lícula Sonne und Beton.
De juliol de 2006 a juliol de 2009 va estudiar al Conservatori de Leipzig. Quan va completar la seva formació en art dramàtic va començar a treballar com a actriu de teatre. A més, Wulf ha fet d'actriu en diverses produccions de cinema i televisió alemanya des del 2007. El seu paper més reconegut va ser el 2015 a la pel·lícula de comèdia satírica Er ist wieder da en el paper de la secretària d'Adolf Hitler, Franziska Krömeier, l'adaptació a la gran pantalla de la novel·la satírica Ha tornat de Timur Vermes.